# تيريداتس الثالث ملك أرمينيا
تيريداتس الثالث وكذلك يسمى تيريداتس العظيم وتيريداتس الرابع كان ملكا من السلالة الأرشكية في أرمينيا، حكم بين حدود عام 298 إلى حدود عام  330.
أعلن تيريداتس الثالث المسيحية دينا رسميا في أرمينيا، مما يجعل مملكة أرمينيا أول دولة تعتمد المسيحية دينا للدولة.